# Championnats d'Afrique d'haltérophilie 2022
Navigation
Édition précédente Édition suivante
Les Championnats d'Afrique d'haltérophilie 2022 se déroulent du 28 au 31 octobre 2022 au Caire (Égypte).

## Nations participantes
61 haltérophiles de 13 nations participent à ces championnats. 
- Afrique du Sud (1 femme)
- Cameroun (3 hommes et 2 femmes)
- Égypte (10 hommes et 10 femmes)
- Ghana (1 homme et 1 femme)
- Libye (3 hommes)
- Maurice (5 hommes et 2 femmes)
- République démocratique du Congo (2 hommes)
- Rwanda (2 femmes)
- Seychelles (3 femmes)
- Sierra Leone (1 homme et 1 femme)
- Soudan (2 hommes)
- Tunisie (6 hommes et 4 femmes)
- Zambie (2 hommes)

## Médaillés

### Femmes
| Épreuve     | Or                         | Argent                       | Bronze                      |       |       |
| 49 kg       | 49 kg                      | 49 kg                        | 49 kg                       | 49 kg | 49 kg |
| ----------- | -------------------------- | ---------------------------- | --------------------------- | ----- | ----- |
| Arraché     | Habiba Abdelafattah 71 kg  | Non attribuée                | Non attribuée               |       |       |
| Épaulé-jeté | Habiba Abdelafattah 80 kg  | Non attribuée                | Non attribuée               |       |       |
| Total       | Habiba Abdelafattah 151 kg | Non attribuée                | Non attribuée               |       |       |
| 55 kg       |                            |                              |                             |       |       |
| Arraché     | Noura Mohamed 80 kg        | Souhir Khemiri 68 kg         | Nawal Uwase 25 kg           |       |       |
| Épaulé-jeté | Noura Mohamed 94 kg        | Souhir Khemiri 93 kg         | Nawal Uwase 40 kg           |       |       |
| Total       | Noura Mohamed 174 kg       | Souhir Khemiri 161 kg        | Nawal Uwase 65 kg           |       |       |
| 59 kg       |                            |                              |                             |       |       |
| Arraché     | Nouha Landoulsi 89 kg      | Ghofrane Belkhir 86 kg       | Basma Ibrahiem 83 kg        |       |       |
| Épaulé-jeté | Ghofrane Belkhir 113 kg    | Basma Ibrahiem 108 kg        | Nouha Landoulsi 107 kg      |       |       |
| Total       | Ghofrane Belkhir 199 kg    | Nouha Landoulsi 196 kg       | Basma Ibrahiem 191 kg       |       |       |
| 64 kg       |                            |                              |                             |       |       |
| Arraché     | Chaima Rahmouni 86 kg      | Non attribuée                | Non attribuée               |       |       |
| Épaulé-jeté | Chaima Rahmouni 110 kg     | Non attribuée                | Non attribuée               |       |       |
| Total       | Chaima Rahmouni 196 kg     | Non attribuée                | Non attribuée               |       |       |
| 71 kg       |                            |                              |                             |       |       |
| Arraché     | Neama Said 104 kg          | Ketty Lent 85 kg             | Laryne Jefferies 84 kg      |       |       |
| Épaulé-jeté | Neama Said 123 kg          | Ketty Lent 111 kg            | Laryne Jefferies 104 kg     |       |       |
| Total       | Neama Said 227 kg          | Ketty Lent 196 kg            | Laryne Jefferies 188 kg     |       |       |
| 76 kg       |                            |                              |                             |       |       |
| Arraché     | Roufida Abdeltawwab 90 kg  | Joelita Coloma 80 kg         | Non attribuée               |       |       |
| Épaulé-jeté | Roufida Abdeltawwab 120 kg | Joelita Coloma 100 kg        | Non attribuée               |       |       |
| Total       | Roufida Abdeltawwab 210 kg | Joelita Coloma 180 kg        | Non attribuée               |       |       |
| 81 kg       |                            |                              |                             |       |       |
| Arraché     | Sara Ahmed 116 kg          | Fatma Ahmed 98 kg            | Jeanne Gaëlle Eyenga 97 kg  |       |       |
| Épaulé-jeté | Sara Ahmed 145 kg          | Fatma Ahmed 124 kg           | Jeanne Gaëlle Eyenga 123 kg |       |       |
| Total       | Sara Ahmed 261 kg          | Fatma Ahmed 222 kg           | Jeanne Gaëlle Eyenga 220 kg |       |       |
| 87 kg       |                            |                              |                             |       |       |
| Arraché     | Samar Hussein 105 kg       | Phalone Leticia Nzimo 80 kg  | Alison Sunee 78 kg          |       |       |
| Épaulé-jeté | Samar Hussein 130 kg       | Phalone Leticia Nzimo 105 kg | Alison Sunee 104 kg         |       |       |
| Total       | Samar Hussein 235 kg       | Phalone Leticia Nzimo 185 kg | Alison Sunee 182 kg         |       |       |
| +87 kg      |                            |                              |                             |       |       |
| Arraché     | Halima Abbas 124 kg        | Shaimaa Haridy 90 kg         | Romantha Larue 87 kg        |       |       |
| Épaulé-jeté | Halima Abbas 145 kg        | Shaimaa Haridy 112 kg        | Romantha Larue 111 kg       |       |       |
| Total       | Halima Abbas 269 kg        | Shaimaa Haridy 202 kg        | Romantha Larue 198 kg       |       |       |

### Hommes
| Épreuve     | Or                            | Argent                            | Bronze                                |       |       |
| 55 kg       | 55 kg                         | 55 kg                             | 55 kg                                 | 55 kg | 55 kg |
| ----------- | ----------------------------- | --------------------------------- | ------------------------------------- | ----- | ----- |
| Arraché     | Mahmoud Sajir Jebali 93 kg    | Non attribuée                     | Non attribuée                         |       |       |
| Épaulé-jeté | Mahmoud Sajir Jebali 120 kg   | Non attribuée                     | Non attribuée                         |       |       |
| Total       | Mahmoud Sajir Jebali 213 kg   | Non attribuée                     | Non attribuée                         |       |       |
| 61 kg       |                               |                                   |                                       |       |       |
| Arraché     | Aziz Ben Hadj 118 kg          | Mohamed Amine Bouhajba 115 kg     | Jelgib Elion Ndunyama 75 kg           |       |       |
| Épaulé-jeté | Mohamed Amine Bouhajba 140 kg | Aziz Ben Hadj 135 kg              | Jelgib Elion Ndunyama 90 kg           |       |       |
| Total       | Mohamed Amine Bouhajba 255 kg | Aziz Ben Hadj 253 kg              | Jelgib Elion Ndunyama 165 kg          |       |       |
| 67 kg       |                               |                                   |                                       |       |       |
| Arraché     | Ahmed Nasar 123 kg            | Ayoub Salem 121 kg                | Ihad Ibrahim 120 kg                   |       |       |
| Épaulé-jeté | Ahmed Nasar 155 kg            | Ihad Ibrahim 150 kg               | Ayoub Salem 140 kg                    |       |       |
| Total       | Ahmed Nasar 278 kg            | Ihad Ibrahim 270 kg               | Ayoub Salem 261 kg                    |       |       |
| 73 kg       |                               |                                   |                                       |       |       |
| Arraché     | Ahmed Mohamed 150 kg          | Ahsaan Shabi 137 kg               | Gérard Thibauld Ebeussa 120 kg        |       |       |
| Épaulé-jeté | Mostafa Ibrahim 180 kg        | Ahmed Mohamed 180 kg              | Ahsaan Shabi 171 kg                   |       |       |
| Total       | Ahmed Mohamed 330 kg          | Ahsaan Shabi 308 kg               | Gérard Thibauld Ebeussa 280 kg        |       |       |
| 81 kg       |                               |                                   |                                       |       |       |
| Arraché     | Eslam Maaddaey 150 kg         | Hamza Ben Amor 136 kg             | Mohamed Mohamed 135 kg                |       |       |
| Épaulé-jeté | Eslam Maaddaey 185 kg         | Mohamed Mohamed 173 kg            | Hamza Ben Amor 171 kg                 |       |       |
| Total       | Eslam Maaddaey 335 kg         | Mohamed Mohamed 308 kg            | Hamza Ben Amor 307 kg                 |       |       |
| 89 kg       |                               |                                   |                                       |       |       |
| Arraché     | Mahmoud Abdelaziz 151 kg      | Omar Alajeemi 138 kg              | Daniel Onana Tanga 136 kg             |       |       |
| Épaulé-jeté | Mahmoud Abdelaziz 186 kg      | Omar Alajeemi 176 kg              | Daniel Onana Tanga 160 kg             |       |       |
| Total       | Mahmoud Abdelaziz 337 kg      | Omar Alajeemi 314 kg              | Daniel Onana Tanga 296 kg             |       |       |
| 96 kg       |                               |                                   |                                       |       |       |
| Arraché     | Karim Abokahla 145 kg         | Ayoub Dridi 140 kg                | Cédric Coret 120 kg                   |       |       |
| Épaulé-jeté | Karim Abokahla 195 kg         | Ayoub Dridi 173 kg                | Cédric Coret 150 kg                   |       |       |
| Total       | Karim Abokahla 340 kg         | Ayoub Dridi 313 kg                | Cédric Coret 270 kg                   |       |       |
| 102 kg      |                               |                                   |                                       |       |       |
| Arraché     | Mohamed Abdelalim 165 kg      | Ahmed Abuzriba 164 kg             | Junior Periclex Ngadianyabeyeu 156 kg |       |       |
| Épaulé-jeté | Ahmed Abuzriba 205 kg         | Mohamed Abdelalim 203 kg          | Junior Periclex Ngadianyabeyeu 199 kg |       |       |
| Total       | Ahmed Abuzriba 369 kg         | Mohamed Abdelalim 368 kg          | Junior Periclex Ngadianyabeyeu 355 kg |       |       |
| 109 kg      |                               |                                   |                                       |       |       |
| Arraché     | Khelwin Juboo 129 kg          | Nii Nortey Solomon Ocquaye 128 kg | Non attribuée                         |       |       |
| Épaulé-jeté | Khelwin Juboo 160 kg          | Nii Nortey Solomon Ocquaye 152 kg | Non attribuée                         |       |       |
| Total       | Khelwin Juboo 289 kg          | Nii Nortey Solomon Ocquaye 280 kg | Non attribuée                         |       |       |